# Philaethria andrei
A Philaethria andrei a rovarok (Insecta) osztályának lepkék (Lepidoptera) rendjébe, ezen belül a tarkalepkefélék (Nymphalidae) családjába és a helikonlepkék (Heliconiinae) alcsaládjába tartozó faj.

## Előfordulása
A Philaethria andrei előfordulási területe Dél-Amerika északi és északkeleti részein van. Venezuela déli részétől és Francia Guyanától, egészen a Brazíliában lévő Amazonas deltájáig található meg.

## Alfajai
- Philaethria andrei andrei Brevignon, 2002 - az Amazonas deltájától Dél-Venezueláig
- Philaethria andrei orinocoensis Constantino & Salazar, 2010 - Venezuelában levő Orinoco-medencében

## Életmódja
A hernyó a csengőgranadilla (Passiflora laurifolia) leveleivel táplálkozik.

### Fordítás
- Ez a szócikk részben vagy egészben  a   Philaethria andrei című angol Wikipédia-szócikk ezen változatának fordításán alapul.  Az eredeti cikk szerkesztőit annak laptörténete sorolja fel. Ez a jelzés csupán a megfogalmazás eredetét és a szerzői jogokat jelzi, nem szolgál a cikkben szereplő információk forrásmegjelöléseként.